# PSD
PSD (Photoshop Document) je formát souboru firmy Adobe Systems používaný pro bezeztrátové uchování grafických dat. Tento datový formát 2D grafiky podporuje vrstvy grafiky i textu, maskování, průhlednosti, efekty apod. Podporuje logování všech úprav včetně otevření a zavření souboru, na rozdíl od formátů JPEG nebo PNG.

## Příbuzné formáty
Další důležité formáty jsou PSB (Photoshop Big) pro velké soubory a také PDF případně PDP (Windows), které se používají hlavně pro výměnu souborů se softwarem InDesign.

## Použití
Soubor PSD lze otevřít například v programech IrfanView, Adobe Photoshop, ACDSee, Paint Shop Pro, GIMP, PhotoLine, GraphicConverter a dalších. Lze jej vložit např. do produktu IPod Touch.
Nedostatkem tohoto typu souboru je velký objem dat a také nekompatibilata s některými programy.